# Friedrich Philippi (tanár)
Friedrich Philippi, magyarosan: Philippi Frigyes (Brassó, 1834. július 4. – Brassó, 1893. június 21.) evangélikus gimnáziumi tanár.

## Életútja
1853-ban végezte a Honterus-gimnáziumot szülővárosában, aztán Tübingenben, Berlinben és Bécsben teológiát, történelmet és földrajzot hallgatott. 1857. január 1-én a brassói elemi fiúiskolánál tanítónak alkalmazták. 1862. november 24-től a Honterus-gimnázium tanára volt, ahol 31 évig működött. Ezenkívül mint kerületi konsisztóriumi aktuarius és a takarékpénztár-egyesület jegyzője működött, az elsőnél 24, az utóbbinál 29 évig. A Brassói Magyar Dalárda elnöke is volt 27 évig. 1879-ben G. D. Teutsch szuperintendenssel részt vett a barcasági evangélikus egyházak látogatásában. Betegeskedése miatt 1893. március 18-tól Ludwig Korodi helyettesítette tanári székében.

## Munkái
- Die duetschen Ritter im Burzenlande. Ein Beitrag zur Geschichte Siebenbürgens. Brassó, 1861-62 (különny. a brassói ev. gymnasium Programmjából)
- Aus Kronstadts Vergangenheit u. Gegenwart. Uo. 1874
- Der Bürgeraufstand von 1688 und der grosse Brand von 1689 in Kronstadt Uo. 1878 (különny. a gymnasium Programmjából)
- Eine Kirchenvisitation im Burzenlande vor 300 Jahren. Uo. 1879
- Erinnerungen an die Generalkirchenvisitation im Burzenlande im J. 1879. Uo. 1880
- Geschichte des Kronstädter Männergesangvereins. Uo. 1884 (ism. Korrespondenzbl. für Landeskunde)